# John André

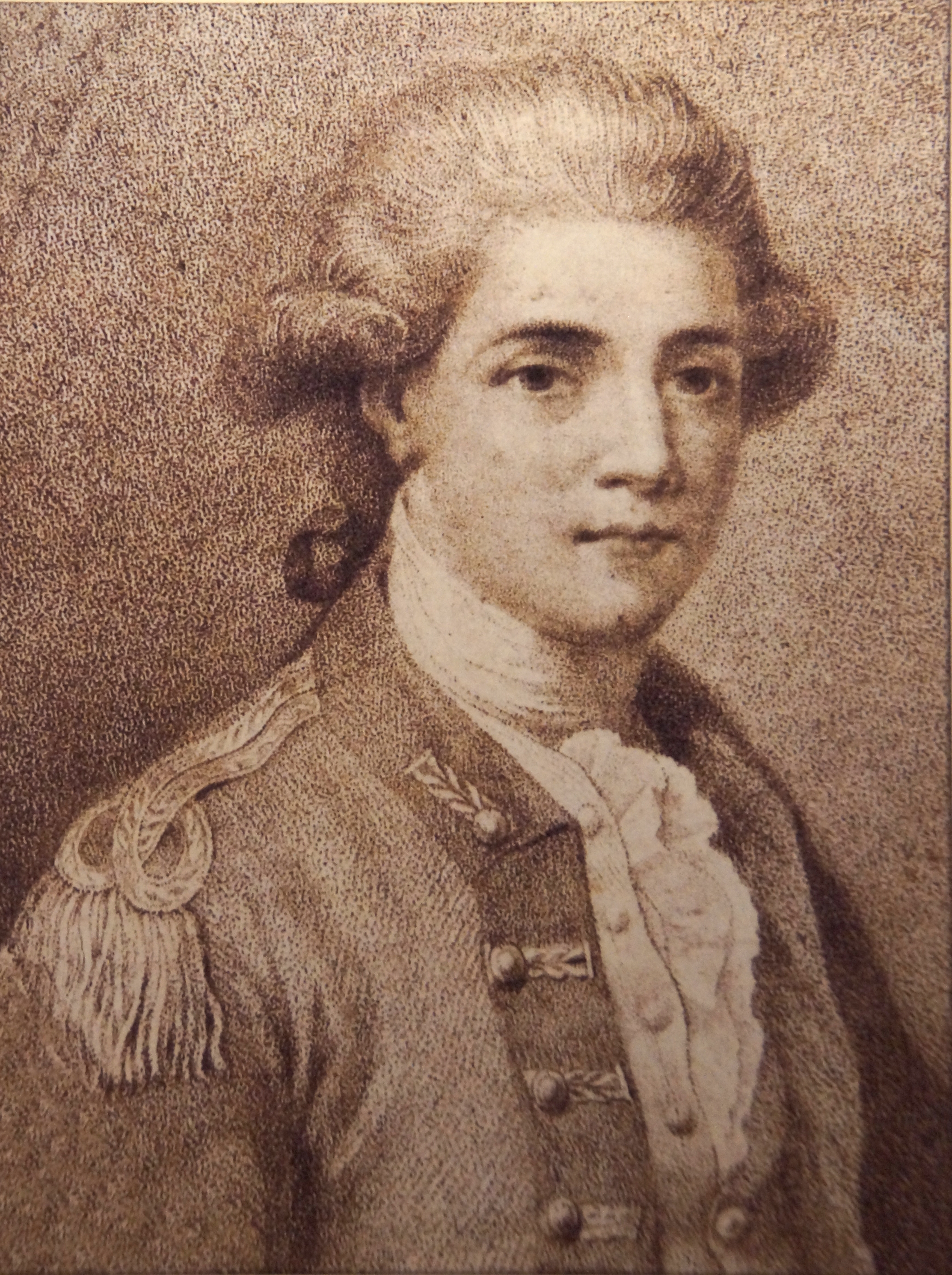
Bild von John André im Tower of London

John André (* 2. Mai 1750 in London; † 2. Oktober 1780 in Tappan, New York) war ein Offizier der British Army. Er wurde als Spion im Amerikanischen Unabhängigkeitskrieg von der Kontinentalarmee gehängt, weil er die Pläne des Forts bei West Point mit Hilfe des amerikanischen Generals Benedict Arnold an die Briten hatte übergeben wollen.

## Frühe Jahre und Militärkarriere
André wurde am 2. Mai 1750 in London geboren. Seine Eltern waren die Hugenotten Antoine André, ein Händler aus der Schweiz, und Marie Louis Girardot aus Paris, Frankreich. Er wurde in der St. Paul’s School in London, der Westminster School und der Universität Genf ausgebildet. Anschließend ging er 1771 zur British Army und erwarb er ein Offizierspatent als Second Lieutenant des 23rd Regiment of Foot (Royal Welch Fusiliers). 1772 wechselte er als Lieutenant zum 7th Regiment of Foot (Royal Fusiliers), das ab 1773 in Kanada stationiert war. 1775 wurde André von der Kontinentalarmee gefangen genommen und wurde später in einem Gefangenenaustausch befreit. 1777 wurde er zum Captain des 26th Regiment of Foot befördert und im Februar 1780 wechselte er zum 54th Regiment of Foot. Im August 1780 wurde er zum Generaladjutant des Oberbefehlshabers in Nordamerika, Sir Henry Clinton, ernannt und zum Major befördert.
Er lebte in kolonialer Gesellschaft in Philadelphia und New York. Er sprach fließend Englisch, Deutsch und Italienisch und war ein begabter Zeichner.

## Geheimdienstarbeit, Gefangennahme und Exekution

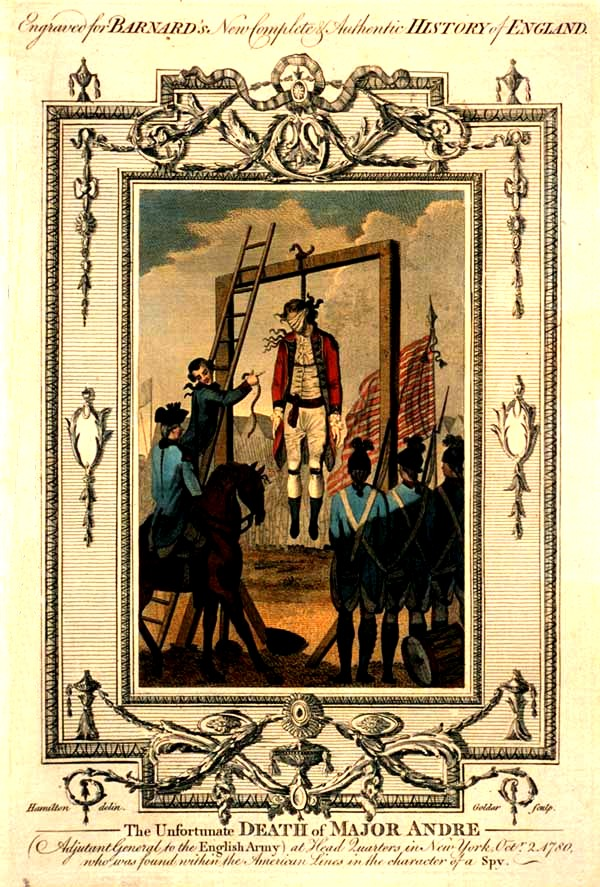
Andrés Hinrichtung

Als Generaladjutant im Oberkommando wurde er in geheimdienstliche Aktivitäten involviert. Als Hauptvertrauter Clintons trat er in Korrespondenz mit Benedict Arnold, der als Kommandant von West Point das Angebot machte, für 20.000 Pfund Sterling (umgerechnet heute etwa 3,5 Millionen US-Dollar) die Pläne vom Fort West Point auszuhändigen. Diese Pläne sollten helfen, Neuengland von dem Gebiet der Vereinigten Staaten abzutrennen. Nach einigem Schriftverkehr, der unter Pseudonymen und als kaufmännisches Geschäft getarnt erfolgte, traf sich John André in der Nacht zum 21. September 1780 nahe West Point heimlich persönlich mit Arnold, um die Pläne in Empfang zu nehmen und die letzten Einzelheiten eines geplanten britischen Angriffs auf West Point abzustimmen. Auf dem Rückweg konnte er das britische Schiff, das ihn am Ufer des Hudson River abgesetzt hatte, nicht erreichen, da dieses aufgrund von Beschuss durch amerikanische Vorposten stromabwärts abgedrängt worden war. Beim Versuch, als Zivilist verkleidet durch die amerikanischen Linien zu schlüpfen, wurde er am Morgen des 23. September 1780, bereits in Sichtweite der britischen Linien, von drei Milizionären aufgegriffen, die er zunächst irrtümlich für Loyalisten hielt, die kompromittierende Papiere in seinen Stiefeln fanden und ihn gefangen nahmen. Arnold wurde indessen rechtzeitig von Andrés Verhaftung informiert und konnte zu den Briten entkommen. John André wurde schließlich von einem Kriegsgericht, an dem General Washington und General La Fayette teilnahmen, als Spion zum Tode durch den Strang verurteilt und am 2. Oktober 1780 in Tappan (New York) hingerichtet.
In der Westminster Abbey in London wurde ihm zu Ehren ein Denkmal errichtet und 1821 seine sterblichen Überreste dorthin überführt und dort beigesetzt.

## Rezeption
Seine Geheimdienstarbeit wurde 1955 verfilmt (Der scharlachrote Rock). Er wurde von Michael Wilding gespielt.
Er wurde 2014 in der Serie Turn: Washington’s Spies von JJ Feild gespielt.